# Съвет на министрите (Куба)
Съветът на министрите (на испански: Consejo de ministros), наричан още кабинет на Куба, е най-високопоставеният изпълнителен и административен орган на Република Куба и съставлява правителството. Състои се от президента, първия вицепрезидент и петимата вицепрезиденти на Държавния съвет, секретаря на изпълнителния комитет, ръководителите на министерства и други членове, определени от закона.

## Обща информация
Изпълнителният комитет е по-малък орган, състоящ се от президента и заместник-председателите на Държавния съвет, секретаря и министрите, избрани от президента. Министерският съвет е отговорен за прилагането на политическите споразумения, одобрени от Националното събрание на народната власт. Тези споразумения са предназначени за отделни министерства. Съветът предлага и общи планове за икономическо и социално развитие, които от своя страна се приемат от Националното събрание два пъти годишно.
Съветът на министрите също ръководи външната политика на Куба и нейните отношения с други правителства; одобрява международни договори, преди да ги предаде за ратификация от Държавния съвет; ръководи и контролира външната търговия и държавния бюджет. Съветът на министрите прилага законите, одобрени от Националното събрание, които се приемат от Държавния съвет.
В резултат на референдум, който се провежда на 24 февруари 2019 г., Съветът на министрите и неговата власт над кубинското правителство биват ръководени от министър-председател. Органът е преустроен през декември 2019 г. с назначаването на Мануел Мареро Крус за министър-председател – първият с тази титла от 43 години и шестима нови министри.